# Roques Blanques (Llimiana)
Roques Blanques és una muntanya amb dos cims bessons de 827,1 i 827,4 metres que es troba completament dins del municipi de Llimiana al Pallars Jussà.
És un dels contraforts septentrionals del Montsec de Rúbies, al sud-est de Llimiana.